# Meagan Toussaint
Meagan Toussaint (* 17. April 1987 in Madawaska) ist eine US-amerikanische Biathletin.
Meagan Toussaint startet für das Maine Winter Sports Center, den Verein Four Seasons Ski Club sowie das College-Team University of Maine Presque Isle. Trainiert wird sie von Gary Colliander und Patrick Coffey und lebt derzeit in Presque Isle. 2007 nahm sie in Martell im Rahmen der Junioren-Weltmeisterschaften erstmals an internationalen Wettbewerben teil. Bestes Ergebnis wurde ein 34. Platz im Sprint. 2008 in Ruhpolding war das beste Resultat Rang 28 im Sprint. Mit der US-Staffel wurde sie zudem mit Laura Spector und Brynden Manbeck Zehnte. Im Frauenbereich startet sie seit 2007, vor allem aber auf nordamerikanischer Ebene. So erreichte sie im Biathlon-NorAm-Cup 2007/08 bei einem Sprintrennen in Valcartier hinter Sara Studebaker und Denise Teela den dritten Rang und wurde 13. der Gesamtwertung. Größter Erfolg Toussaints bislang war der Gewinn des Titels im Verfolgungsrennen bei den US-amerikanischen Meisterschaften im Biathlon 2007.